# Kanton Saint-Jeoire
Der Kanton Saint-Jeoire war von 1860 bis 2015 ein französischer Wahlkreis im Département Haute-Savoie in der früheren Region Ehône-Alpes. Er umfasste sieben Gemeinden; sein Hauptort (frz.: chef-lieu) war Saint-Jeoire. Die landesweiten Änderungen in der Zusammensetzung der Kantone brachten im März 2015 seine Auflösung.

## Gemeinden
| Gemeinde              | Einwohner Jahr | Fläche km² | Bevölkerungsdichte | Code INSEE | Postleitzahl |
| --------------------- | -------------- | ---------- | ------------------ | ---------- | ------------ |
| Mégevette             | 560 (2013)     | 21,7       | 26 Einw./km²       | 74174      | 74490        |
| Onnion                | 1266 (2013)    | 19,5       | 65 Einw./km²       | 74205      | 74490        |
| Saint-Jean-de-Tholome | 884 (2013)     | 12,4       | 71 Einw./km²       | 74240      | 74250        |
| Saint-Jeoire          | 3214 (2013)    | 22,8       | 141 Einw./km²      | 74241      | 74490        |
| La Tour               | 1240 (2013)    | 7,7        | 161 Einw./km²      | 74284      | 74250        |
| Ville-en-Sallaz       | 817 (2013)     | 3,4        | 240 Einw./km²      | 74304      | 74250        |
| Viuz-en-Sallaz        | 4001 (2013)    | 21,0       | 191 Einw./km²      | 74311      | 74250        |